# 阿仁タクシー
有限会社阿仁タクシー（あにタクシー）とは、秋田県北秋田市阿仁銀山に本社を置くタクシー会社。

## 事業内容
- 一般乗用旅客自動車運送事業
- 一般乗合旅客自動車事業

## 乗合タクシー
- 森吉山阿仁スキー場周辺と安の滝方面へ乗合タクシーを運行。

## 車両
- 小型タクシー
- ジャンボタクシー